# Identyfikacja wizualna

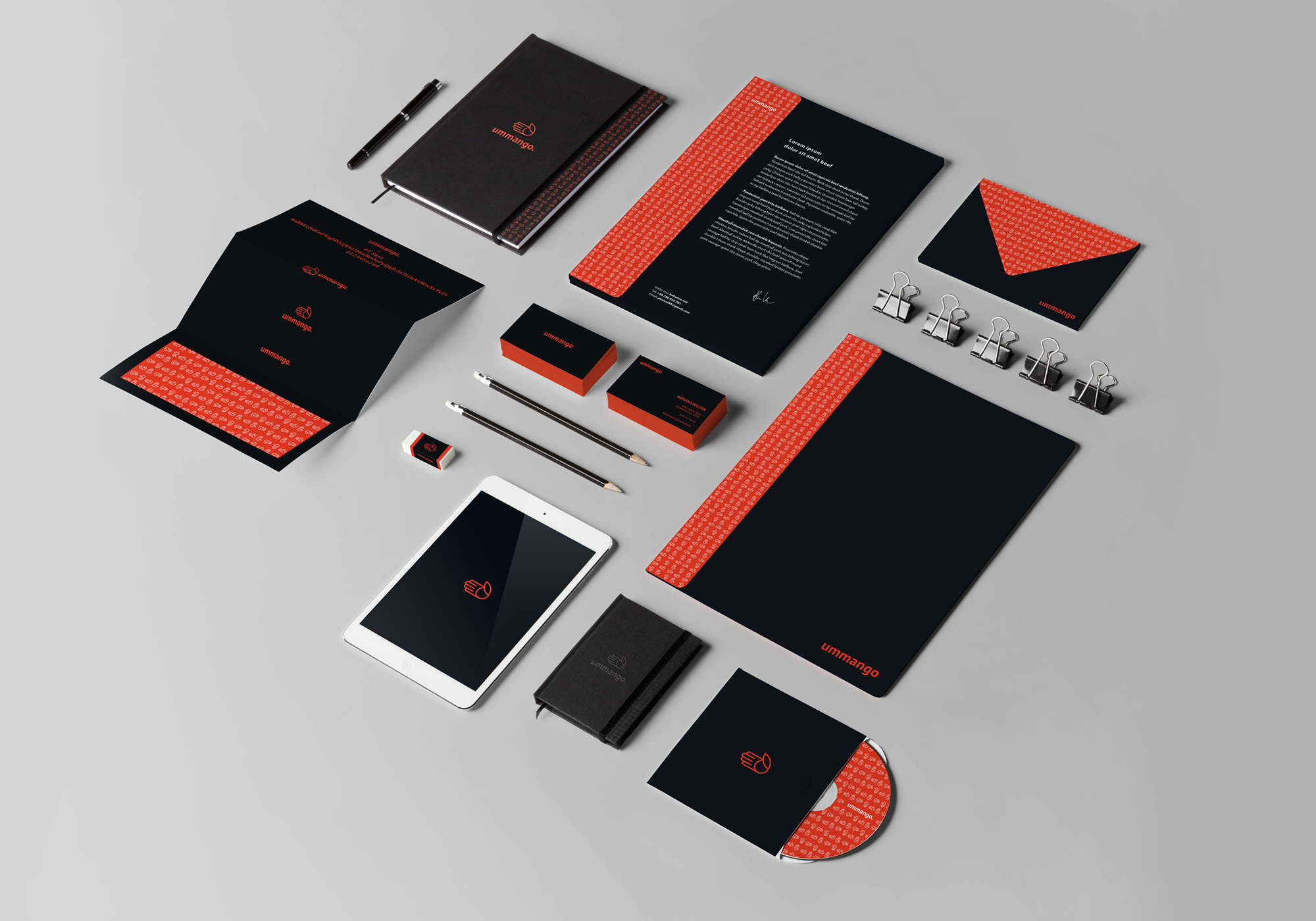
Przykładowy mockup

Identyfikacja wizualna (ang. visual identity) – podstawowe narzędzie, służące kreowaniu wizerunku marki firmy na rynku. Termin ten określa ogół symboli i zachowań stosowanych w firmie w celu uzyskania czytelnej i spójnej identyfikacji rynkowej i wyróżnienia jej spośród konkurencyjnych marek. Spójny system wizualny jest najważniejszym elementem całościowej identyfikacji.

## Elementy systemu identyfikacji wizualnej
Na identyfikację wizualną składają się m.in.:
- logo/logotyp
- kolorystyka
- krój pisma
- wygląd budynków i charakterystyczny wystrój wnętrz,
- wygląd produktów oraz i ich opakowań,
- szata zewnętrzna materiałów promocyjnych itd.

## Księga identyfikacji wizualnej
Definicje takich cech jak kształt, kolor, kompozycja, proporcje, budowa geometryczna, pole optymalnej ekspozycji i inne, które mają na celu zachowanie poprawności reprodukcji znaku i uchronienie go przed niepożądanymi zmianami znajdują się w księdze identyfikacji wizualnej. Opis, o którym mowa powyżej, dotyczy tzw. podstawowej księgi znaku. Jest to oficjalnym zapis wzorców prezentacji firmy. W sposób kompleksowy opisuje ona elementy systemu identyfikacji oraz sposoby i zasady ich wykorzystania. Księga identyfikacji występuje także pod innymi nazwami takimi jak księga tożsamości, księga znaku oraz w wersjach anglojęzycznych Corporate Identity Manual, CI Manual, Corporate Identity Guide Book. Księga może więc obejmować następujące elementy wizualnej identyfikacji firmy:
- symbole firmy (logo, symbole dekoracyjne),

- kolory firmowe,
- typografie firmowe,
- druki firmowe (papier firmowy, koperty firmowe, kartki do zapisków, bilety wizytowe, dokumenty handlowe, rachunki i faktury, inne druki firmowe),

- wzory materiałów reklamowych, form audiowizualnych (np. prezentacji), materiałów drukowanych dla celów public relations,
- ubiór i identyfikatory pracowników,
- oznakowanie środków transportu,
- architektura i wystrój budynków, wnętrz biurowych, punktów sprzedaży,
- informacja wizualna (tablice informacyjne zewnętrzne, tablice informacyjne wewnętrzne, szyldy firmowe, tabliczki informacyjne przy/na drzwiach),
- inne elementy identyfikacji (flagi, transparenty, maskotki, upominki).

Oficjalne zapisy dotyczące identyfikacji wizualnej mogą zostać poszerzone o księgę komunikacji werbalnej, która zawiera ustalenia dotyczące nazwy, sloganu firmowego, haseł reklamowych, słów kluczowych nazewnictwa produktów i ofert, słów kluczowych, wzorcowych tekstów (wymienione elementy obok werbalnej przyjmują także formę wizualną). Można także do nich dołączyć nośniki, zawierające elementy identyfikacji muzycznej.